# شابمان فريمان
شابمان فريمان (بالإنجليزية: Chapman Freeman)‏ هو محامي وسياسي أمريكي، ولد في 8 أكتوبر 1832 في فيلادلفيا في الولايات المتحدة، وتوفي في 21 مارس 1904 في الولايات المتحدة. حزبياً، نشط في الحزب الجمهوري. وقد انتخب عضو مجلس النواب الأمريكي.